# Charles Driver
Charles Henry Driver FRIBA (Londres, 23 de março de 1832 — Londres, 27 de outubro de 1900) foi um arquiteto britânico da era vitoriana, responsável pelo uso pioneiro do ferro ornamental nas suas obras.

## Biografia

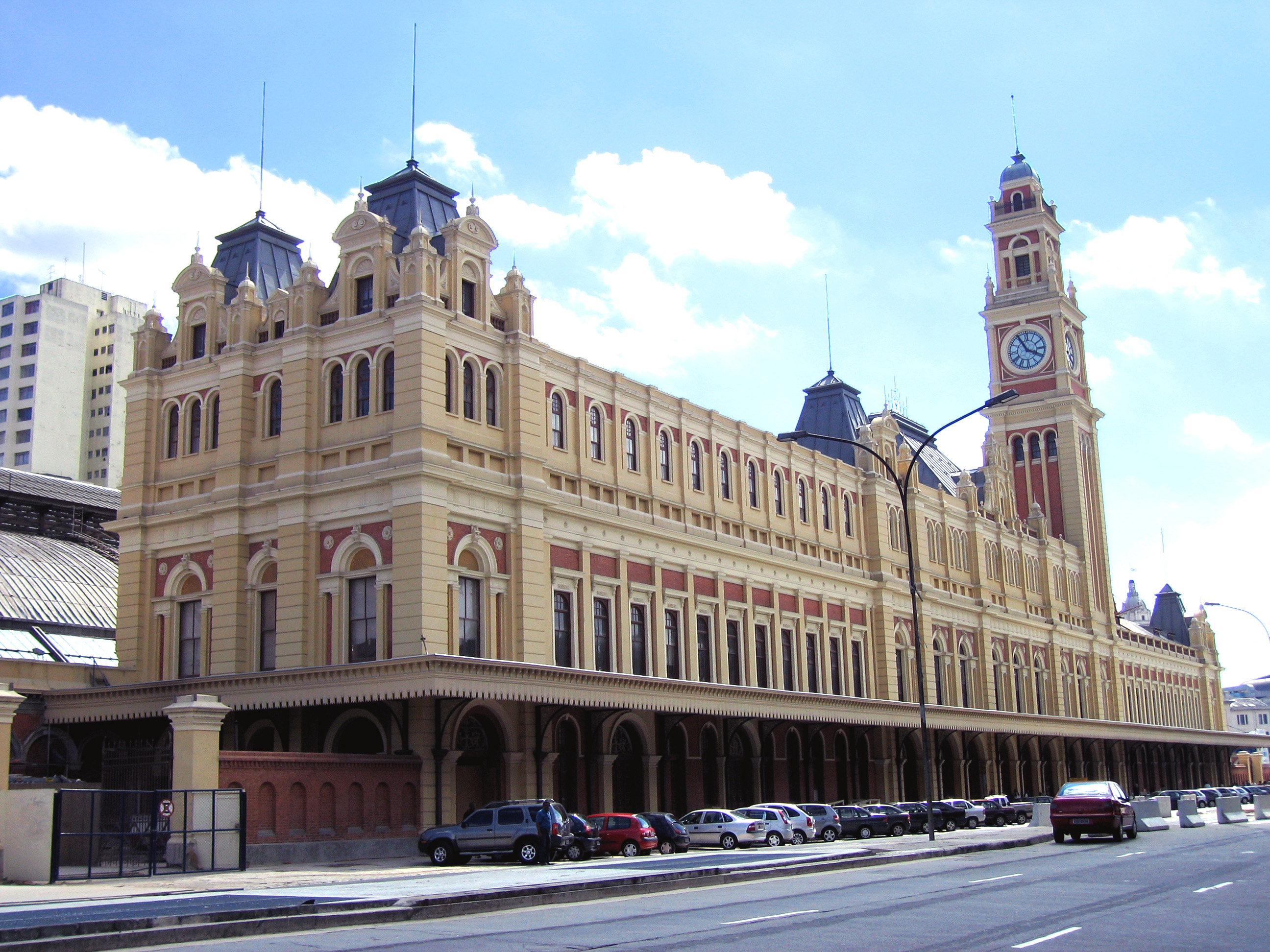
Estação da Luz, São Paulo, Brasil.

Driver iniciou a sua carreira como desenhador no gabinete de Frank Foster, engenheiro dos Comissários de Esgotos, em Londres. Em 1852, foi contratado como desenhador de arquitetura por Liddell e Gordon, tendo planeado as pontes e estações da Midland Railway, principalmente a ferrovia de Leicester e Hitchin. Tinha uma caixa de ferramentas de desenhos, monogramada com uma tampa ChD 1855.
Em 1857, ele trabalhou com Robert Jacomb-Hood no Gabinete de Engenharia da London, Brighton and South Coast Railway, incluindo as obras no término da ponte de Londres. Em 1866, projetou as estações da linha Three Bridges–Tunbridge Wells. Em 1867, projetou a estação ferroviária Box Hill & Westhumble na recente linha de Leatherhead a Dorking.
Em 1862, projetou o chafariz Slade do Parque Kennington para Felix Slade. Em 1863, enviou projetos para a Catedral de São Finbarr, em Cork, e embora tenham sido apreciados, acabou perdendo-os para William Burges.
Em 1864, ajudou o engenheiro civil Joseph Bazalgette nos projetos arquitetónicos dos desembarcadouros e da alvenaria do Thames Embankment, incluindo a obra no padrão das lâmpadas em formatos de golfinhos, e as estações de bombeamento de Abbey Mills e Crossness. Essas instalações reduziram doenças, como epidemias mortais de cólera, que transportavam a água residual e efluentes poluídos a jusante de Londres para o autoclismo no rio Tamisa.
Em 1869, ele começou a trabalhar no Palácio de Cristal, onde projetou e construiu o aquário, laranjal e consertou as Torres Aquáticas. Ele também foi pioneiro no uso dos azulejos ornamentais da área industrial dos interiores. Com base no sucesso do Aquário do Palácio de Cristal, Driver ganhou um contrato em 1872 com o Conselho da Exposição de Viena para projetar um aquário permanente na capital austríaca.
Em 1872, Driver terminou a enfermaria do Hospital Horton de Banbury, em Oxfordshire.
Em 1873, trabalhou com James Brunlees e Alexander McKerrow na ponte de King's Lynn, Clifton e outras estações. Ele também foi o arquiteto das pontes-cais de Llandudno, Nice, e Southend-on-Sea.
Em 1882, ajudou Douglas Fox e Francis Fox nas estações ferroviárias de Preston Fishergate Hill e Southport e outras na extensão das linhas de Cheshire.
Em 1888, ajudou Edward Woods a projetar o Mercado Central de Santiago, e as estações ferroviárias de Buenos Aires ao Porto da Ensenada.
Entre 1894 e 1895, ajudou a projetar as estações ferroviárias de Tottenham e Forest Gate. Também projetou o Pavilhão do Pontão Ocidental de Brighton, e projetou várias estações ferroviárias, incluindo a Estação da Luz, situada na cidade brasileira de São Paulo.
Morreu a 27 de outubro de 1900, tendo sido enterrado no Cemitério de West Norwood.